# Judith Gautier
Judith Gautier, po prvním sňatku též Madame Catulle Mendès, (25. srpen 1845, Paříž – 26. prosinec 1917, Saint-Enogat (Dinard), Bretaň) byla francouzská spisovatelka, básnířka a překladatelka.

## Život
Narodila se jako první dcera spisovatele Théophile Gautiera. Její matka Ernesta Grisi byla operní pěvkyní a sestrou známé tanečnice Carlotty Grisi. Judith měla mladší sestru Estelle. Dětství prožila na venkově v naprosté volnosti. V mládí se ocitla v prostředí přátel svého otce, kam patřili například Théodore de Banville, Gustave Flaubert, bratři Goncourtové, Charles Baudelaire, Jules Champfleury, Arsène Houssaye nebo Gustave Doré. První článek – kritiku Baudelairova překladu básně v próze Eureka od E. A. Poea – uveřejnila v novinách Le Moniteur, když jí bylo 14 let. Její otec zaměstnal politického uprchlíka, čínského mandarina Ding Dunling jako domácího učitele svých dcer. Pod jeho vlivem se věnovala čínské literatuře a kultuře. Později rozšířila svůj zájem i na kulturu japonskou. Sama však nikdy Orient nenavštívila.
Byla vyhlášenou kráskou, údajně byla jednou z pozdních milenek Victora Huga, který jí věnoval báseň Ave, dea; moriturus te salutat.
V roce 1860 se seznámila se spisovatelem Catulle Mendèsem a v roce 1866 uzavřeli sňatek. Rozvedli se v roce 1874. Poté se vdala podruhé za spisovatele Pierra Loti.
Byla první ženou, která se stala členem Académie Goncourt (2. křeslo, 1910-1917).

### Judith Gautier a Richard Wagner
Judith Gautier byla velkou obdivovatelkou Richarda Wagnera. Napsala o něm řadu článků, přeložila do francouzštiny libreto opery Parsifal.
Spolu s prvním manželem a básníkem Villiers de l'Isle Adam navštívili v roce 1869 Richarda Wagnera v jeho venkovském domě v Tribschen u Luzernského jezera. V roce 1876 se s ním sblížila na prvním festivalu v Bayreuthu. Posílala mu z Paříže látky a parfémy, které Wagner používal jako inspiraci při psaní své poslední opery Parsifal, a také intimní dopisy. Korespondenci s ním udržovala prostřednictvím jeho holiče až do roku 1878, kdy Wagnerova žena Cosima odhalila tajné dopisování, spálila dopisy a donutila Wagnera vztah ukončit.

## Dílo

### Nefritová kniha
Její první kniha Le Livre de Jade (Nefritová kniha), vydaná pod jménem Judith Walter, byla prezentována jako kniha překladů staré čínské poesie (mj. básníka Li Po). Jedná se ale v naprosté většině pouze o variace na čínská témata.

## Spisy
- Le Livre de Jade (Nefritová kniha), 1867 – básně, pod pseudonymem Judith Walter, reedice 2007, ISBN 0-548-62198-5
- Le Dragon impérial (Císařský drak), 1869 – román
- L'Usurpateur (Uzurpátor), 1875 – román, druhé vydání 1887 pod názvem La Sœur du soleil (Dcera slunce)
- Le Jeu de l’amour et de la mort 1876 – divadelní hra
- Lucienne 1877 – román
- Les Cruautés de l'amour (Krutosti lásky), 1879 – povídky
- Les Peuples étranges (Cizí národy), 1879 – esej
- Isoline, 1882 – román
- Wagner et son oeuvre poétique (Wagner a jeho básnické dílo), 1882 – esej, reprint Kessinger Publishing, ISBN 1-4179-0847-5
- La Femme de Putiphar 1884 – povídky
- Poemes de la libellule (Básně vážky) 1885 – reprint 2007, ISBN 4-86166-037-8
- La Marchande de sourires (Obchodnice s úsměvy) 1888 – divadelní hra, spoluautor Pierre Loti
- Fleurs d'Orient 1893 – povídky
- Le Vieux de la montagne, 1893 – román
- Iskender, histoire persane 1894
- Les Princesses d'amour (Princezny lásky), 1900
- Les Musiques bizarres, 1900 – esej pro světovou výstavu v Paříži v roce 1900 o hudbě Číny, Jávy, Japonska, Egypta a Madagaskaru
- Le Collier des jours (Náhrdelník dnů), 1904 – memoáry
- En Chine 1911 – esej
- Dupleix 1912- esej
- La fille du ciel (Dcera nebes) 1912 – divadelní hra, spoluautor Pierre Loti
- L'Inde éblouie 1913 – esej
- Le second rang du collier – memoáry, reedice L'Harmattan, 2000, ISBN 2-7384-7345-8
- Le troisième rang du collier – memoáry
- Mémoires d'un Éléphant Blanc (Vzpomínky bílého slona), ilustrace Alfons Mucha (kniha pro děti)[5]

### České překlady
- Princezny lásky, překlad Helena Vracelová (= Arnošt Procházka), KDA, svazek 46, Praha, Kamilla Neumannová, 1908

### Judith Gautier na obrazechJ. S. Sargenta
- Judith Gautier, 1885, Detroit, Detroit Institute of Arts
- Mlle Judith Gautier à la Fourberie, asi 1883–1885, Aix-les-Bains, Musée Jean-Faure
- A Gust of Wind (Závan větru), 1885, soukromá sbírka,

| 2. křeslo Académie Goncourt | 2. křeslo Académie Goncourt | 2. křeslo Académie Goncourt |
| --------------------------- | --------------------------- | --------------------------- |
| Předchůdce: Jules Renard    | 1910–1917 Judith Gautier    | Nástupce: Henry Céard       |